# Glaucidium (planta)
Glaucidium é um gênero botânico da família Ranunculaceae.

## Espécies
- Glaucidium palmatum Siebold & Zucc.